# Psaroxantha calligenes
Espèce
Psaroxantha calligenes est une espèce de lépidoptères de la famille des Oecophoridae.
On le trouve en Australie.

## Galerie

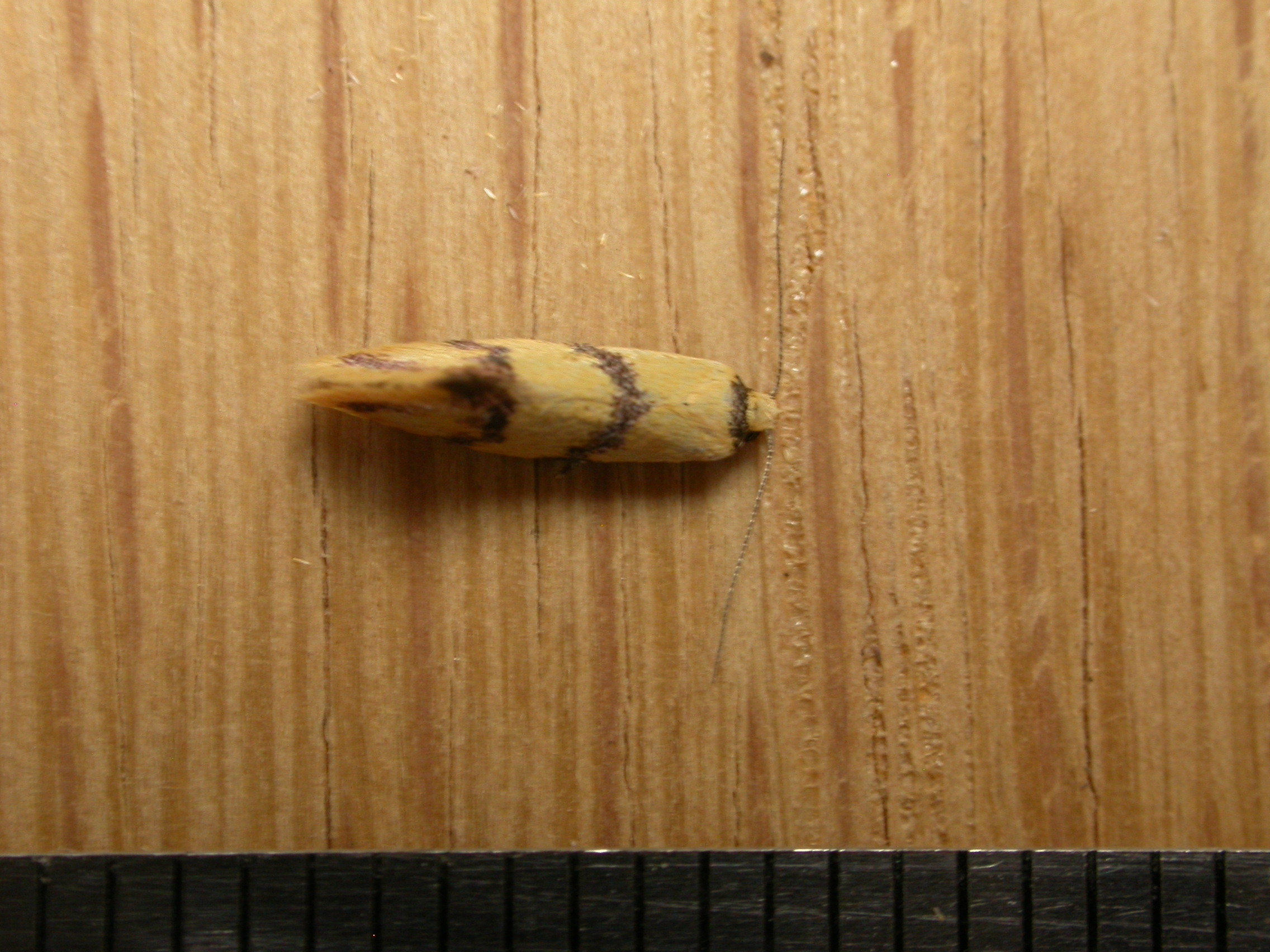